# 丸茂周
丸茂 周（まるも あまね、1969年11月4日 - エム・エーフィールド）は、日本の脚本家。エム・エーフィールド所属。

## 経歴
静岡県富士市出身。静岡県立富士高等学校を経て、東北大学教育学部を卒業後、日本映画学校（現・日本映画大学）に入学。卒業後、脚本家の池端俊策に師事。CX深夜スペシャルドラマ「テーマソングス」でデビュー。

## コンクール歴
- 日本映画学校シナリオコンクール大賞受賞
- 日本映画学校卒業時に今村昌平賞受賞
- 第十五回フジテレビヤングシナリオ大賞最終選考
- 第一回日本文学館シナリオ大賞審査委員特別賞
- 第六回ビジネスジャンプ一旗新人漫画大賞原作部門最終選考

## 主な作品

### テレビドラマ
- テーマソングス「黄色い風船」「ここにおるで!」（2004年 フジテレビ）
- 未来創造堂（2006年 日本テレビ）
- 桜2号（2006年 ABC）
- 姿三四郎 脚本協力（2007年 テレビ東京）
- ホカベン 共同脚本（2008年 日本テレビ）
- 超人ウタダ（2009年 WOWOW）
- トリハダ5〜夜ふかしのあなたにゾクッとする話を 原案（2009年 フジテレビ）
- トリハダ6〜夜ふかしのあなたにゾクッとする話を 原案・脚本（2009年 フジテレビ）
- 世にも奇妙な物語 20周年スペシャル・春 〜人気番組競演編〜「もうひとりのオレ」 脚本（2010年 フジテレビ）
- ホンボシ〜心理特捜事件簿〜（2011年 テレビ朝日）
- カクセイ〜恐怖に目覚める6つのストーリー（2011年3月31日 フジテレビ）
- 科捜研の女11（2011年 テレビ朝日）
- 月曜ゴールデン 西村京太郎サスペンス 十津川警部シリーズ47 熱海・湯河原殺人事件（2012年 TBS）
- 科捜研の女12（2013年 テレビ朝日）
- 福家警部補の挨拶（2014年 フジテレビ）
- ホワイト・ラボ〜警視庁特別科学捜査班〜（2014年 TBS）
- 特捜9 season2（2019年 テレビ朝日）
- アバランチ（2021年 関西テレビ）
- ダブルチート 偽りの警官 Season1（2024年 テレビ東京・WOWOW）

### 映画
- アンフェア the movie　脚本協力（2007年 東宝）

### 舞台
- 密室のゲーム 確率捜査官 御子柴岳人 神永学と共同（2010年 シン×クロ 恵比寿エコー劇場）
- 心霊探偵八雲 魂をつなぐもの 神永学と共同（2010年 シン×クロ 紀伊国屋サザンシアター）
- 心霊探偵八雲 いつわりの樹 神永学と共同（2013年 シン×クロ 青山円形劇場）
- 心霊探偵八雲 祈りの柩 神永学と共同（2015年 シン×クロ 新国立劇場　大阪ＡＢＣホール）
- 心霊探偵八雲 裁きの塔　神永学と共同（2017年　品川プリンスホテル クラブeX 　大阪ビジネスパーク円形ホール）

### WEBドラマ
- Oh! my PROPOSE（2010年 フジテレビ）
- ミス・シャーロック/Miss Sherlock（2018年 Hulu・HBOアジア）

### WEB小説
- DMM　TELLER（2017年 - 2018年）